# Próximas elecciones presidenciales de Siria
Está previsto que se celebren elecciones presidenciales en Siria dentro de los cinco años siguientes a la caída del régimen de Ásad, en diciembre de 2024. Hasta entonces, Siria será gobernada por un gobierno de transición dirigido por el presidente Ahmed al-Charaa.

## Antecedentes
En mayo de 2021, la Siria baazista bajo el mando de Bashar al-Ásad celebró sus últimas elecciones presidenciales, que ganó por abrumadora mayoría con más del 95% del voto popular. Las elecciones fueron ampliamente rechazadas a nivel internacional como una farsa electoral ilegítima marcada por un fraude electoral sustancial. Ásad finalmente no completó su mandato, después de que su gobierno colapsara el 8 de diciembre de 2024 tras las ofensivas de la oposición siria lideradas por Hayat Tahrir al-Sham en medio de la guerra civil siria.
En marzo de 2025, Ahmed al-Charaa ratificó una constitución provisional para el período de transición, estableciendo a Siria como una república presidencial sin primer ministro y fijando un período de transición de cinco años.

## Fecha de la elección
Poco después de la caída del régimen de Assad, Hadi al-Bahra, presidente de la Coalición Nacional Siria, dijo que era necesario un período de transición de 18 meses para establecer "un entorno seguro, neutral y tranquilo" para elecciones libres, como se describe en la Resolución 2254 del Consejo de Seguridad de las Naciones Unidas. Sin embargo, el recién declarado presidente de Siria, Ahmed al-Charaa, afirmó que las elecciones necesitarían al menos cuatro o cinco años para celebrarse, citando la necesidad de restablecer primero la infraestructura para las elecciones mediante la celebración de un censo de población exhaustivo y la redacción de una constitución, lo que, según estimó, "podría llevar dos o tres años".
En una reunión con Al-Sharaa, el ministro de Asuntos Exteriores francés, Jean-Noël Barrot, y el ministro de Asuntos Exteriores alemán,  Annalena Baerbock, instaron a los nuevos dirigentes de Siria a evitar retrasos indebidos en la celebración de elecciones.